# LGBT práva v Kalifornii

Duhová mapa Kalifornie

Kalifornie je považována za jeden z nejliberálnějších států USA z hlediska práv leseb, gayů, bisexuálů a translidí (LGBT), která začala postupně celostátně uznávat již od 60. let 20. století. Stejnopohlavní sexuální aktivita je zde legální od r. 1976. Zákony proti homofobní a transfobní diskriminaci přijala Kalifornie v r. 2003. Veřejné školy mají ve svých osnovách zahrnutou historii LGBT komunity a transgender studenti mají právo si zvolit toalety a sportovní kluby odpovídající jejich genderové identitě. Poskytovatelé zdravotních služeb mají zakázáno praktikovat konverzní terapii na LGBT mládeži.
Kalifornie je prvním americkým státem, který přijal zákon o registrovaném partnerství párů stejného pohlaví v r. 1999. Stejnopohlavní manželství bylo legalizováno v r. 2008. Po pěti měsících jeho platnosti jej zrušil Návrh č. 8 přijatý plebiscitem v listopadu téhož roku. Poté, co odmítl Nejvyšší soud uznat právní postavení oponentů stejnopohlavního manželství 26. června 2013, nebyl tento zákaz již nadále vymáhán a páry stejného pohlaví 28. června znovu získaly právo na uzavření sňatku. Homoparentální osvojení je zde možné od r. 2003 s možností adopce dítěte druhého partnera i společné adopce.
V r. 2014 se Kalifornie stala prvním americkým státem, který oficiálně zakázal užívání gay a trans paniky ve věcech spáchání trestného činu vraždy. V r. 2015 se Kalifornie stala prvním americkým státem, který hradí translidem z veřejného rozpočtu operativní změnu pohlaví. LGBT práva jsou nejvíc podporována ve velkých aglomeracích, jakými jsou Los Angeles, San Diego a San Francisco, a městech při pobřeží Tichého oceánu. Podle nejaktuálnějších výzkumů většina obyvatel Kalifornie podporuje stejnopohlavní manželství.

## Zákony týkající se stejnopohlavní sexuální aktivity
V r. 1974 se kalifornští voliči rozhodli pro dodatek státní ústavní deklarace práv o tzv. "nezadatelná práva", mezi něž patří "právo na život, svobodu a nedotknutelnost vlastnictví, jakož i bezpečnost a soukromí." Zákon o konsensuálním pohlavním styku osob starších 18 let, který omezoval platnost existujících zákonů proti sodomii nebo orálnímu sexu homosexuálních i heterosexuálních párů byl přijat v květnu 1975.

## Souhrnný přehled
| Stejnopohlavní sexuální styk legální                                 | (1976)                                                                                 |
| Stejný věk legální způsobilosti k pohlavnímu styku pro obě orientace | (1976)                                                                                 |
| Zákony proti homofobní diskriminaci                                  | (1992)                                                                                 |
| Zákony proti transfobní diskriminaci                                 | (2003)                                                                                 |
| Registrované partnerství párů stejného pohlaví                       | (1999)                                                                                 |
| Adopce dítěte partnera                                               | (2003)                                                                                 |
| Společná adopce dětí stejnopohlavními páry                           | (2003)                                                                                 |
| Přístup k asistované reprodukci pro lesbické ženy                    | (1976)                                                                                 |
| Stejnopohlavní manželství                                            | (Legální pět měsíců v r. 2008, obnoveno v r. 2013)                                     |
| Náhradní mateřství pro gay páry                                      | (1990)                                                                                 |
| Zákaz praktikování konverzní terapii na dětech a mládeži             | (2013)                                                                                 |
| Genderově-neutrální toalety legální                                  | (od 1. března, 2017)                                                                   |
| MSM smějí darovat krev                                               | (Federální politika zakazuje gayům a bisexuálním mužům dárcovství krve po dobu 1 roku) |